# Olla del Rei
La zona humida del Campus del Baix Llobregat, popularment coneguda com a Olla del Rei, és una zona humida d'elevat valor ecològic ubicada al municipi de Castelldefels, la llacuna de la qual va ser creada l'any 1998 al costat del campus de la UPC (format per diverses facultats i centres de recerca). Es tracta d'un conjunt de canals, maresmes i llacunes interconnectats, envoltats per una zona amb hàbitats d'interès europeu com boscos de ribera o maresmes amb hàbitats protegits, que és utilitzada sobretot pels alumnes del Campus com a espai de lleure, per veïns i naturalistes del Baix Llobregat. El sistema rep les aigües a través de la corredora Mestre del municipi, i la circulació està controlada a través de diversos mecanismes reguladors (interceptors, sobreeixidors, etc.). L'espai ha evolucionat molt favorablement des de la seva creació, fins al punt d'allotjar interessants espècies d'aus, rèptils, invertebrats o plantes.
Pel que fa a la vegetació, s'ha desenvolupat un canyissar i un cinturó gairebé continu de bogues, afavorint espais relativament tranquils i discrets per a la fauna. S'ha inventariat 6 espècies d'hidròfits, entre els quals destaquen diverses espècies del gènere Chara. A la riba dreta predomina un bosc de ribera amb sectors madurs i d'altres en recuperació, format principalment per l'àlber (Populus alba), però amb retalls de pollancre (Populus nigra), om (Ulmus minor) i pineda litoral de pi pinyer (Pinus pinea). A més, destaquen maresmes amb interessants jonqueres de rereduna, on trobem espècies d'alt valor natural com la mànsega (Cladium mariscus), l'espartina (Spartina versicolor) o la cesquera (Saccharum ravennae).
La fauna és l'element natural més remarcable de l'espai. A més de les espècies habituals d'aquest tipus d'ambients (cabussets, ànec collverd, polles d'aigua, fotja, etc.), s'ha observat espècies com agró roig, martinet ros, polla blava, xibec, morell de cap roig, martinet blanc, etc. S'ha constatat també la nidificació de diverses espècies, entre elles el martinet menut.
Els darrers anys han tingut lloc alguns episodis de contaminació de les aigües, que han afectat negativament la vegetació (mort de bogues i hidròfits, entre d'altres). També s'observen alguns residus (runes, etc.) a alguns punts. L'alta freqüentació és un altre factor d'impacte, tot i que, en contrapartida, la localització d'aquest espai el fa molt apte per a l'educació ambiental i la realització d'iniciatives experimentals de gestió de zones humides.
L'espai disposa d'un itinerari senyalitzat.
La major part dels hàbitats de major interès i protegits per directives europees són encara urbanitzables, i diverses entitats locals cerquen la forma de modificar el Pla General Metropolità (PGM) per revertir aquesta situació i preservar l'última zona humida, les últimes maresmes i boscos de ribera del terme de Castelldefels.

## Història i llegenda del nom de l'estany l'Olla del Rei
El nom d'aquest estany artificial prové d'una llegenda d'origen tardomedieval que va ser recollida per Teodor Creus i per Joan Amades. Aquesta llegenda ve a dir que l'enverinament del príncep Carles de Viana provocà la Guerra civil catalana. Un cop acabada, el rei Joan II sortí un dia de cacera pel sud del delta del Llobregat. Les dificultats del terreny, ple d'estanys, canyars i vimeteres, feu extraviar-se al rei. Fou llavors que aparegué un pagès que, amb engany, l'extravià més i acabà caient dintre d'un dels estanys, als que la pagesia local anomenaven olles, on va passar la nit. L'endemà el trobà una nena que va avisar a la gent de Castelldefels i al castell d'aquesta vila fou hostatjat. Malgrat les atencions el rei enfebrà i morí poc després. El pagès era l'espectre del príncep Carles, que així es cobrà venjança.
Hi ha dades històriques al voltant dels fets recollits a la llegenda. Hi ha diverses referències a les cròniques reials de la pràctica de la caça per part del rei i de les seves estades al castell de Castelldefels. Teodor Creus, citant al cronista reial Pere Miquel Carbonell, situa la cacera a mitjan desembre de 1478. El rei va morir el 19 de gener de 1479 a causa d'unes febres, com també recull el mateix cronista reial. L'estany on va caure el rei va rebre el nom de l'Olla del Rei, malgrat no poder saber avui la seva localització, donat que fou assecat durant les obres de drenatge de les maresmes promogudes per les baronesses d'Eramprunyà i propietàries del castell de Castelldefels, Maria Vidal (1732-1762) i Caietana de Copons (1737-1765).
Pel que fa al llac d'aigües freàtiques dins el perímetre del campus de la Universitat Politècnica de Castelldefels que actualment rep el nom de l'Olla del Rei es va iniciar la seva construcció el juliol de 1998. L'any 1999, a causa de la presència d'aigua, diverses espècies de vegetació aquàtica van colonitzar l'estany. Aquell mateix any hi van nidificar els primers ocells aquàtics. Aquest mateix any, l'Ajuntament de Castelldefels va editar un conte infantil d'aventures imaginàries que pren com a partida la llegenda de l'Olla del Rei. L'any 2000 es van construir els dos ponts que travessen l'estany. L'any 2004 es va inaugurar el recorregut ambiental Itinera del Campus Universitari del Baix Llobregat com a projecte d'educació ambiental al voltant de l'estany. El 2012 L'Olla del Rei és inclosa a l'Inventari de Zones Humides de Catalunya.

## Plataforma Salvem l'Olla del Rei

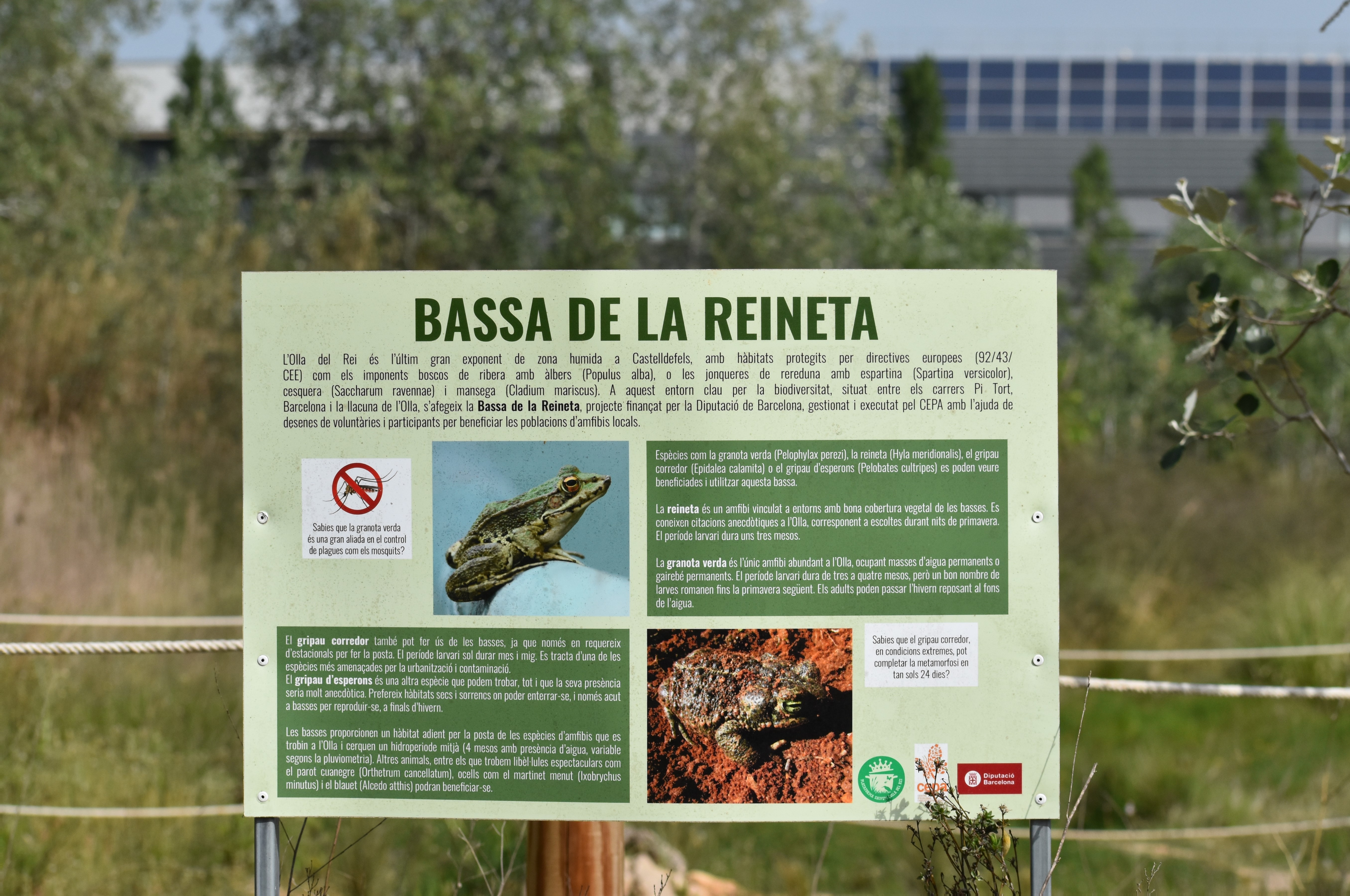
Cartell informatiu de la bassa d'anfibis construïda per la Plataforma Salvem l'Olla del Rei

El març del 2018 es va constituir la Plataforma Salvem l'Olla del Rei, reivindicant la conservació dels valors naturals d’aquesta zona humida. La gúspira fou l'inici de la construcció del nou edifici de Institut de Ciències Fotòniques (ICFO), que es pretenia aixecar a la parcel.la de maresmes i prats inundables de l'Olla del Rei. L'execució d'aquestes obres inicials va suposar que es malmetés un habitat amb alt valor ecològic. Entre les demandes inicials de la Plataforma es destaca la descatalogació de l'espai natural com a zona urbanitzable i el trasllat a una altra parcel·la ja construïda al sector nord de la llacuna del projecte de nou edifici de l'ICFO.
El 20 de maig de 2018 la Plataforma va organitzar una manifestació popular que recorregué els carrers de Castelldefels fins a l'espai natural de l'Olla del Rei per exigir l'aturada de les obres. El 6 de juny l’Ajuntament de Castelldefels i la Generalitat de Catalunya comunicaren oficialment la seva paral·lització.
Entre l'estiu del 2019 i primavera del 2020 es produïren reiterats vessaments d'aigües residuals de forma directa i sense cap tipus de tractament ni depuració a la corredora mestre de Castelldefels, que connecta amb l'estany de l'Olla del Rei i amb la platja de les Palmeres, a la desembocadura. A més de les males olors, es produí la mort de centenars de peixos. Arran d'una denúncia, el 7 de juny del 2020 membres del Seprona (Guàrdia Civil) es van presentar a l'Espai Natural per recollir mostres en el marc d'una investigació criminal. La Platafoma també presentà juntament amb el Centre d'Ecologia i Projectes Alternatius (CEPA) una querella a la Fiscalia de Medi Ambient.
El 17 de juliol del 2020 es va realitzar una nova manifestació, aquest cop contra el vessament d'aigües residuals a l'Olla del Rei i a la platja de Castelldefels i exigint una protecció efectiva de l'espai natural. El 25 de juliol es realitzà una marxa amb banderes negres per les platges de Gavà i Castellfdefels, en coordinació amb la plataforma Aturem el Pla de Ponent, de Gavà.
El 17 d'octubre de 2020 es va construir La bassa de la Reineta, una bassa per a anfibis, al lloc on s'havien iniciat les obres del ICFO. Es tractava d'una acció ambiental, dinamitzada per la Plataforma i amb participació popular. Gestionat pel CEPA, l'execució del projecte fou subvencionat per la Diputació de Barcelona en el marc d'una ajuda per millorar i recuperar zones humides continentals d'elevat valor i potencial.
El febrer de 2021 la UE va enviar una carta a les autoritats ambientals competents sol·licitant la millora en la gestió, compensació de danys previs i ampliació dels espais protegits del Delta del Llobregat (específicament referida a les Zones d’Especial Protecció per a les Aus (ZEPA). La carta fou motivada per una denúncia de DEPANA per l'incompliment dels compromisos de les administracions arran de l'ampliació de l'aeroport del Prat i el desviament del tram final del Llobregat per l'ampliació del Port de Barcelona.

El 20 març de 2021 la Plataforma realitzà una bicicletada popular multitudinària pels carrers de Castelldefels per reivindicar la inclusió de l’Olla del Rei en el catàleg de zones protegides del Delta del Llobregat.

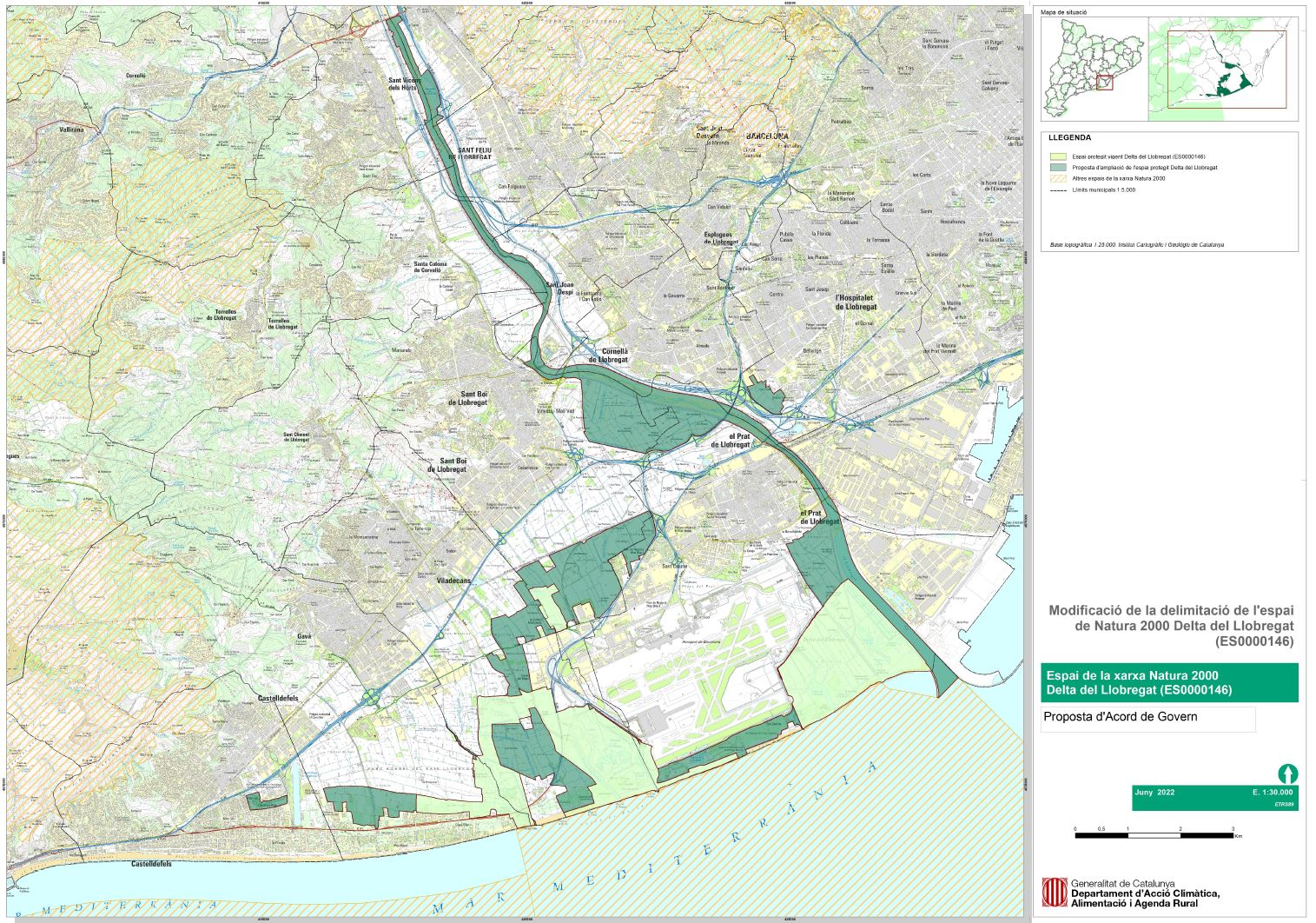
ZEPA Delta del Llobregat: en verd fosc, àrea ampliada el 2024, amb l'Olla del Rei a l'extrem esquerre. En verd clar, àrea protegida anterior.

A l'abril de 2021 membres de la Plataforma es reuniren amb l'alcadessa de Castelldefels, Maria Miranda (PSC) per a que es demanés a la Generalitat d'incloure l’Olla del Rei dins de la ZEPA deltaica, tot aprofitant l'oportunitat que suposava la seva imminent ampliació.
El juny del 2022 la Generalitat de Catalunya anuncià la proposta d'ampliació de les zones ZEPA del delta del Llobregat, quedant formalment inclosa l'Olla del Rei, bé com el finançament per a una estació de bombament d’aigües pluvials a Castelldefels, que hauria de contribuir a prevenir inundacions i el vessament d'aigues residuals. Tanmateix, el 5 d'octubre del 2023, el Parlament de Catalunya aprovà una moció instant l'executiu a aturar el projecte d'ampliació de l'espai. Finalment, el 23 de juliol de 2024 el govern aprovà ampliar la ZEPA en 1.472,07 ha, suposant una superfície protegida final de 2.407,12 ha i amb la inclusió definitiva de l'Olla del Rei.

### Documental
El setembre de 2021 s'estrenà el documental Olla a Pressió: aiguamolls en perill (25 minuts), de Judith Siches, comunicadora audiovisual i membre de la Plataforma, sobre la lluita ecologista i veïnal per preservar l'estany de l'Olla del Rei de les amenaces d’urbanització i contaminació de les aigües. El documental comta amb testimonis experts com el del Dr. Joan Pino, director del CREAF, i la Dra. Elisabet Roca, investigadora de l’Institut de Sostenibilitat de la UPC.